# 宾川乌头
宾川乌头（学名：Aconitum duclouxii）为毛茛科乌头属下的一个种。

## 扩展阅读
- 維基物種上的相關：宾川乌头